# 厚木I.C.
『厚木I.C.』（あつぎインターチェンジ）は、小泉今日子23枚目のオリジナル・アルバム。2003年4月23日にビクターエンタテインメントから発売された。

## 概要
『オトコのコ オンナのコ』以来6年半ぶりとなるオリジナル・アルバム。
デビュー20周年を迎えた本作は「歌って表現すること」をコンセプトに､宮沢和史・高野寛・曽我部恵一・永積タカシ・浜崎貴司ら小泉と同世代の作家陣を迎えて制作された。
「モクレンの花」では細野晴臣、林立夫、浜口茂外也、佐藤博が参加。
9曲目「サヨナラCOLOR」はSUPER BUTTER DOGの同名曲をカバー。

## 収録曲
1. 厚木
作詞：浜崎貴司／作曲：宮沢和史／編曲：高野寛
2. モクレンの花
作詞・作曲：宮沢和史／編曲：高野寛・Tin Pan Family
ストリングス編曲：弦一徹・高野寛
3. きのみ
作詞・作曲：永積タカシ／編曲：Nathalie Wise・ミト
4. Summer Calling
作詞：BIKKE／作曲・編曲：高野寛
5. Japanese Beauty
作詞・作曲：曽我部恵一／編曲：細野しんいち
6. ピアノ
作詞・作曲：宮沢和史／編曲：MARIA CASTRO BALBI
7. あの頃と同じ空
作詞・作曲：宮沢和史／編曲：高野寛
8. シャボン
作詞・作曲：浜崎貴司／編曲：高野寛
ストリングス編曲：弦一徹・高野寛
9. サヨナラCOLOR
作詞・作曲：永積タカシ／編曲：高野寛
10. また逢いましょう
作詞・作曲・編曲：曽我部恵一